# 樟茶鴨

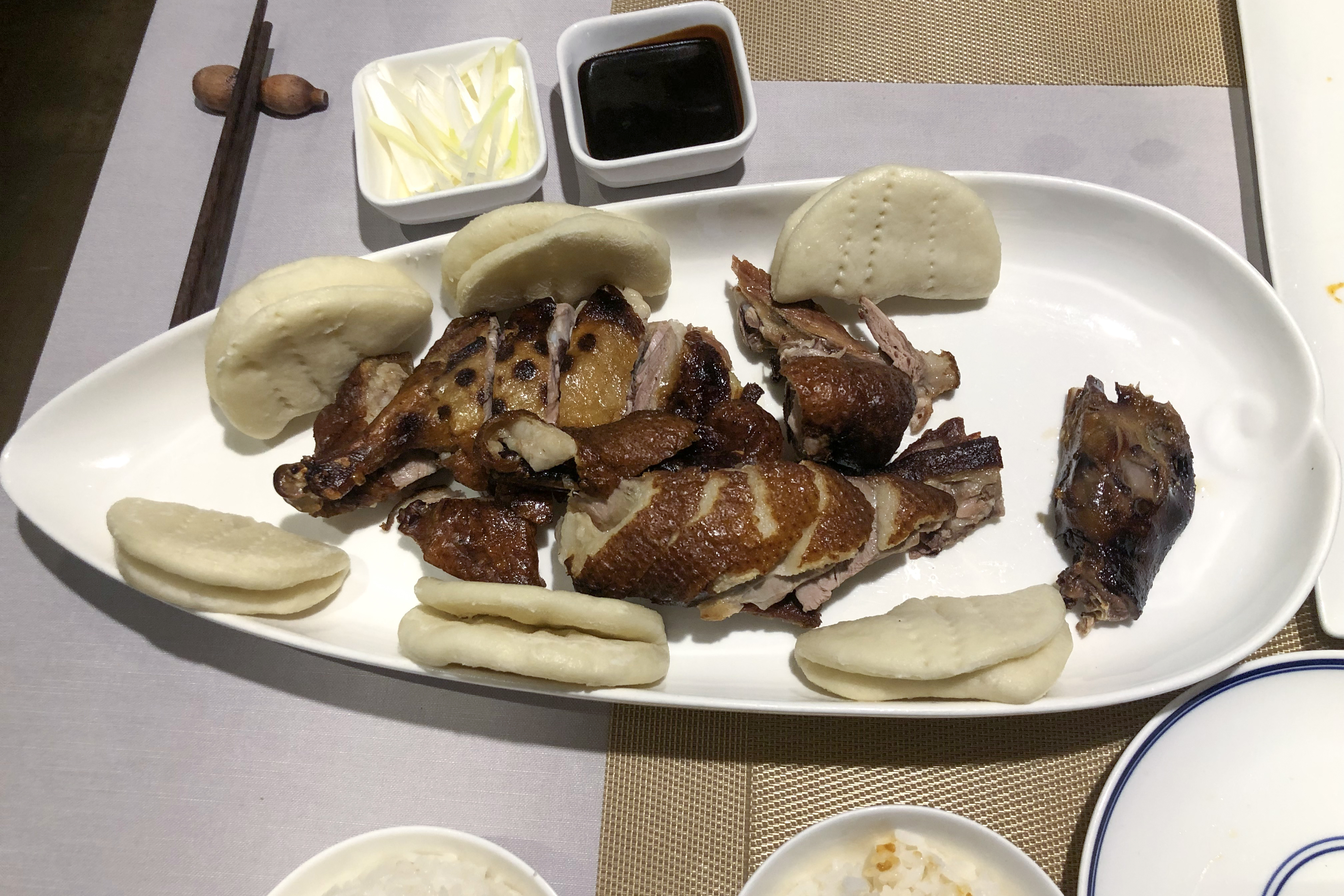
樟茶鴨

樟茶鴨，或称樟茶鸭子，是四川菜中的一道凉菜。相傳成都人黃晉臨，在清宮御膳房為慈禧當差時，改用樟樹葉和茶葉熏鴨，发明此菜。
用肥嫩公鴨先以陳皮、肉桂、芫荽、紹興酒及其他醃料塗抹鴨身，再放入蒸籠蒸，然後在炭上撒上樟木碎和茶葉慢煙燻。